# Eleutherodactylus modestus
Eleutherodactylus modestus är en groddjursart som först beskrevs av Taylor 1942.  Eleutherodactylus modestus ingår i släktet Eleutherodactylus och familjen Eleutherodactylidae. IUCN kategoriserar arten globalt som sårbar. Inga underarter finns listade i Catalogue of Life.